# Puerto Ayora

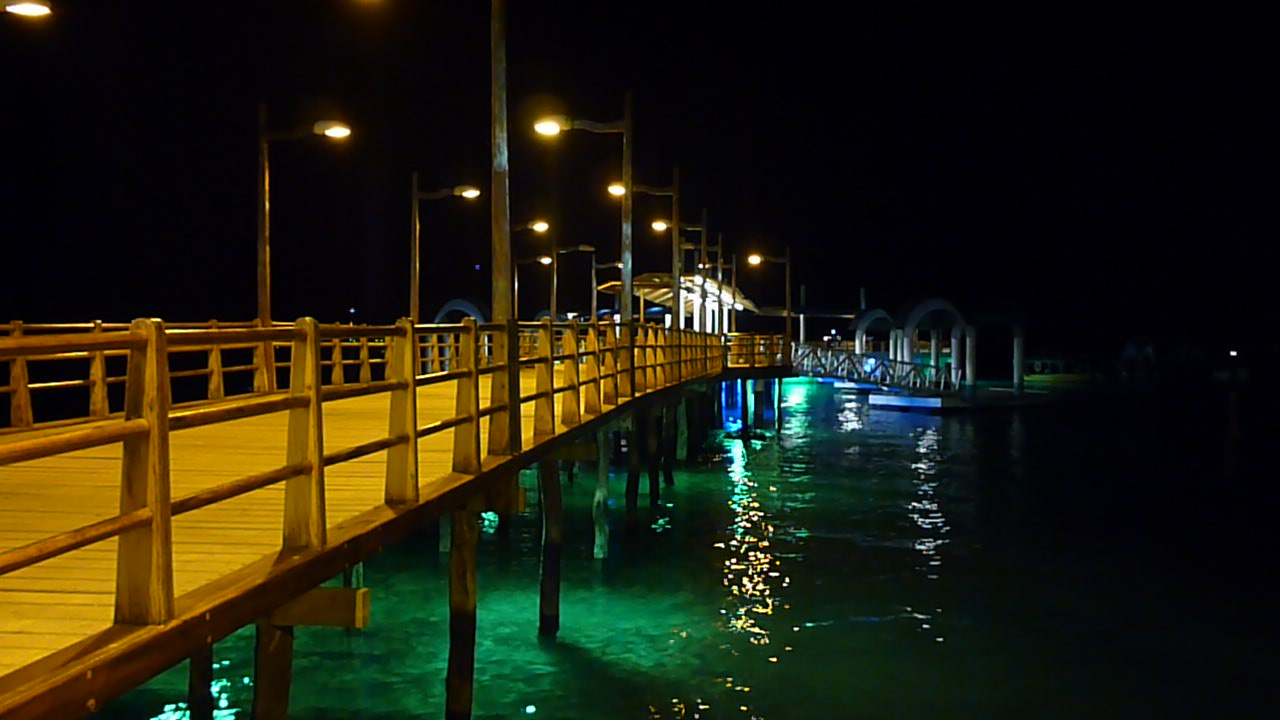
Puerto Ayora

Puerto Ayora este un oraș din regiunea centrală a Arhipelagului Galapagos, Ecuador. Este localizat pe coasta sudică a Insulei Santa Cruz și a fost denumită după Isidro Ayora, un președinte ecuadorian. 
Puerto Ayora este cel mai populat oraș din Galapagos, cu mai mult de 10.000 de locuitori. Pentru mulți oameni, Santa Cruz este singura insulă locuită pe care ei o vizitează în timpul petrecut în arhipelag. Orașul are cea mai dezvoltată infrastructură din arhipelag și de asemenea deține cea mai mare bancă, Banco del Pacifico. Aici se mai pot găsi școli. restaurante, hoteluri, magazine de haine, magazine de hardware, alimentare, magazine turistice și cluburi de noapte. Este cel mai bun loc din Galapagos pentru comunicare cu restul lumii prin intermediul numeroaselor internet-coffe-uri sau oficiilor de telefonie. În ceea ce privește serviciile de sănătate, Puerto Ayora deține un spital nou, deschis în 2006.
Casă a Fundației Charles Darwin și a Parcului Național Galapagos, orașul este sediul principal al tuturor eforturilor de conservare din Galapagos. Majoritatea vizitatorilor arhipelagului sunt programați să viziteze Puerto Ayora, pentru a vedea Stația de Cercetare Charles Darwin și a învăța despre istoria insulelor și despre conservare.
Puerto Ayora are o poziție foarte bună, de-a lungul țărmului Golfului Academiei. Aproape pe toată perioada anului, orașul primește o briză răcoritoare care furnizează orașului o vreme excelentă. Temperaturile anuale variază între 18 și 29 de grade Celsius. Lunile sezonului cald (din decembrie până în mai) transformă Puerto Ayora într-un paradis tropical.
Golful Academiei, localizat în fața orașului, este un port extrem de ocupat, plin de vase de croazieră, yachturi private și bărci de pescuit locale. Acest golf este un loc excelent de observare a pelicanilor maro, rândunicilor aurii, iguanelor marine, fregatelor, leilor de mare și a unui număr foarte mare de pescăruți cu picioare albastre.
Este important de notat că apa potabilă este un lux aici pe insulă și în oraș. Localnicii practică conservarea apei și colectează apa de ploaie din sezonul ploios. Mai există pe insulă o stație de desalinizare a apei. 
Zborurile din Ecuadorul continental ajung fie în San Cristobal fie în insula Baltra, la nor de Santa Cruz. Liniile aeriene aparțin AeroGal și TAME. Modalitatea tipică de a ajunge în Puerto Ayora dinspre Baltra este o călătorie cu autobuzul, prin canalul Itabaca, prin intermediul unui feribot. Apoi un alt autobuz sau taxi duce spre Puerto Ayora. 
Există de asemenea bărci rapide care duc pasagerii către sau dinspre Puerto Ayora, sau către celelalte insule locuite, San Cristobal sau Isabela. Cei care doresc astfel de bărci vor trebui să-și fixeze un program și să facă rezervări în avans.